# Heteroscyphus echinellus
Heteroscyphus echinellus là một loài rêu tản trong họ Geocalycaceae. Loài này được (Lindenb. & Gottsche) J.J. Engel & X.-L. He mô tả khoa học lần đầu tiên năm 2010.